# Escadrille 57S

L'escadrille 57S est une escadrille de l'aviation navale française créée le 1er juin 1953  et toujours active.

## Historique

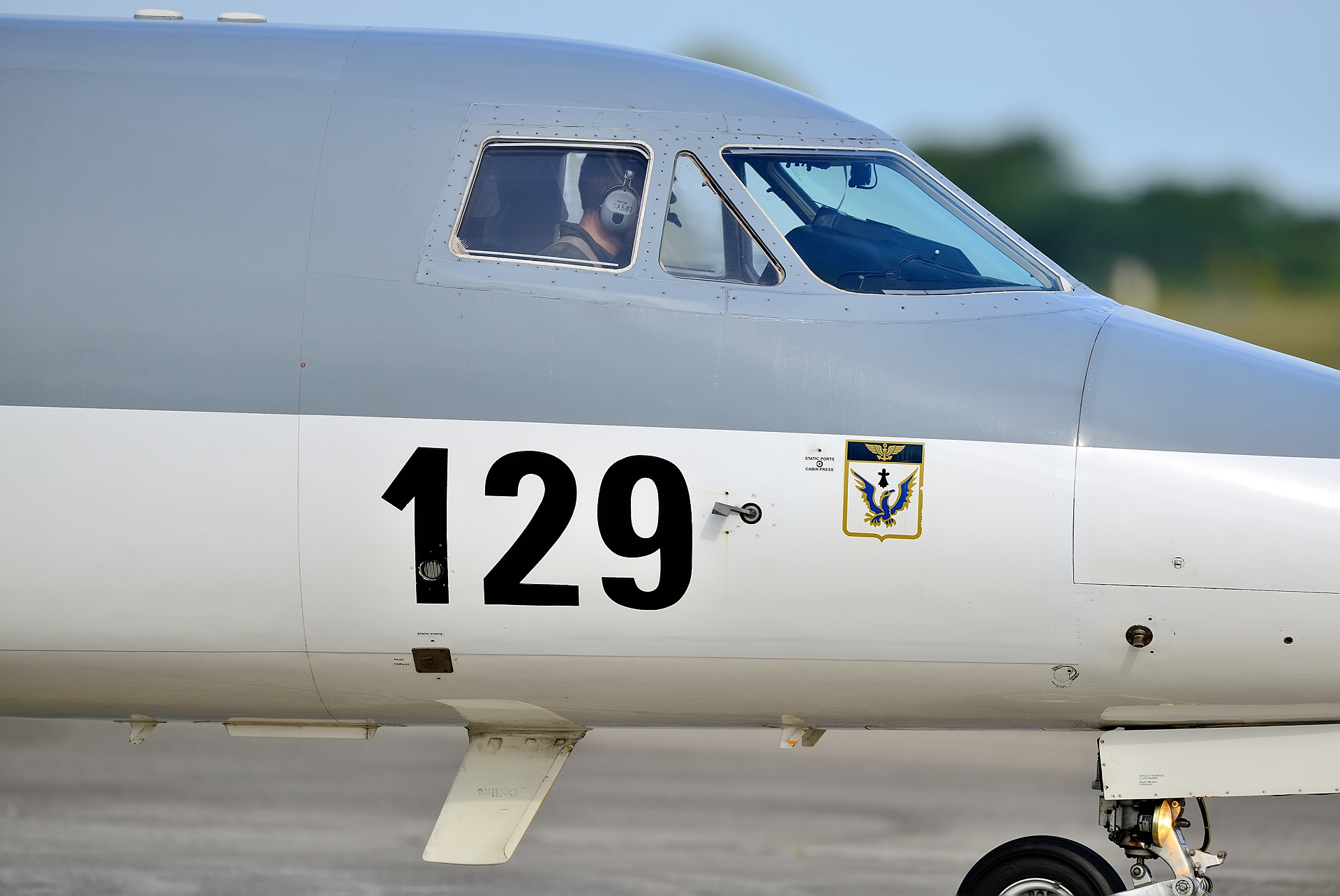
L'emblème de la 57S sur le nez d'un Falcon 10 MER.

En 2020, l'escadrille dispose de  six Falcon 10 Mer.

## Bases
- BAN Lartigue (juin 1953-septembre 1954)
- BAN Khouribga (septembre 1954-juillet 1960)
- BAN Port-Lyautey (juillet 1960-1962)
- BAN Landivisiau (depuis septembre 1969)

## Appareils

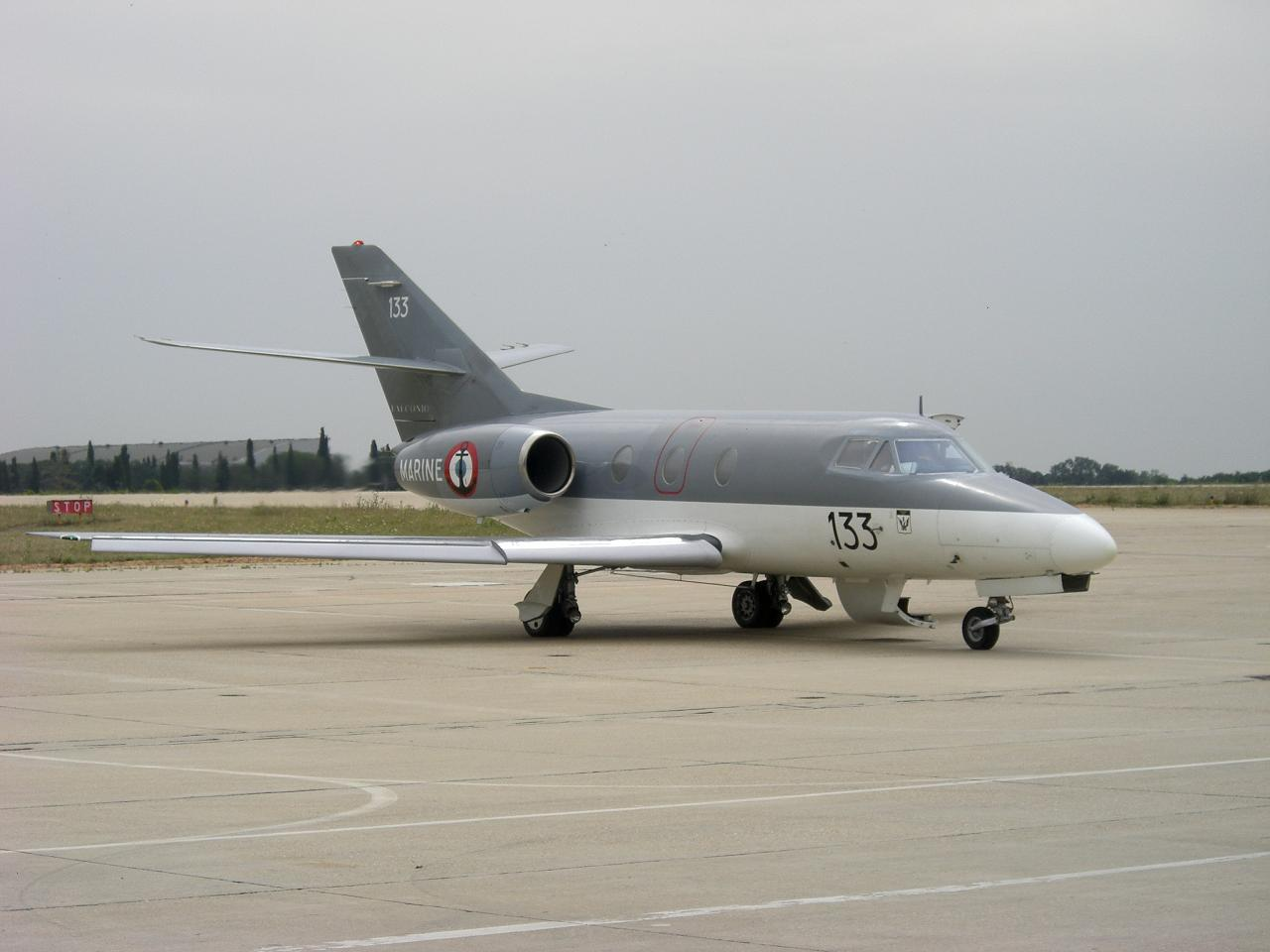
Un Dassault Falcon 10 Mer sur le parking de la base d'aéronautique navale de Nîmes-Garons.

- North American T-6 Texan (juin 1953-)
- Grumman F6F Hellcat (juin 1953-1959)
- De Havilland Vampire (juillet 1953-1961)
- Chance Vought F4U-7 Corsair (1959-1962)
- Potez CM-175 Zephyr (1961-avril 1972)
- Morane-Saulnier MS.760 Paris (mai 1972-octobre 1997)
- Dassault Falcon 10 Mer (depuis mai 1975)